# 10744 Tsuruta
10744 Tsuruta este un asteroid din centura principală, descoperit pe 5 decembrie 1988, de Takuo Kojima.